# International Federation of Women Lawyers
International Federation of Women Lawyers (IFWL), är en internationell kvinnoorganisation, grundad 1944.
Organisationen verkar för kvinnors och barns rättigheter genom juridisk assistans och information.